# ۶ ربیع‌الثانی
۶ ربیع‌الثانی، ششمین روز از ماه ربیع‌الثانی در تقویم هجری قمری است.
در تقویم هجری قمری قراردادی این روز نود و پنجمین روز سال است.

## مناسبت‌ها
== وقایع ==درگذشت مادر ناصرالدینشاه قاجار

## زادگان
- ۱۳۲۱ - میرزا رحیم سامت فقیه شیعه (درگذشتهٔ ۱۴۲۰ قمری)
- ۸۵۲ - ابن ایاس تاریخ‌نگار مصری